# Byblia seriata
Byblia seriata är en fjärilsart som beskrevs av Rothschild 1903. Byblia seriata ingår i släktet Byblia och familjen praktfjärilar. Inga underarter finns listade i Catalogue of Life.